# Lota de Macedo Soares
 Maria Carlota Costallat de Macedo Soares (* 16. März 1910 in Paris; † 25. September 1967 in New York City) war eine brasilianische Architektin.

## Leben und Werk
Maria Soares wurde als Tochter von José Eduardo de Macedo Soares, Leutnant der Marine in Europa, und Adelia de Carvalho Costallat in Paris geboren. 1912 kehrte ihr Vater mit seiner Familie nach Brasilien zurück und gründete in Rio de Janeiro die Zeitschrift Imparcial, Vorläufer von Diário Carioca. Zu Beginn der 1940er Jahre besuchte Soares Kurse am Museum of Modern Art in New York. Ohne jemals eine Universität besucht zu haben, wurde sie als autodidaktische Architektin und Landschaftsarchitektin anerkannt. Von 1951 bis 1965 lebte sie mit der amerikanischen Dichterin Elizabeth Bishop zusammen. 
Carlos Lacerda, der die Regierung des neu geschaffenen Bundesstaates Guanabara (1960–1965) übernommen hatte, übergab ihr das Projekt des Flamengo-Parks in Stadtteil Flamengo. Er schlug die Änderung des Projekts entlang des Flamengo-Strandes (Praia do Flamengo) vor, um eine viel größere Mülldeponie in dem Flamengo-Park zu errichten. Als Carlos Lacerda bei den nachfolgenden Wahlen verlor, zwang sie sein Nachfolger das Projekt vor der Beendigung abzugeben. Die politische Lage und der Abschied der Partnerin ließen sie in Depressionen verfallen. 1967 wollte Soares Elizabeth Bishop in New York besuchen. Bishop fand sie mit einem Glas Antidepressiva in ihrem Wohnzimmer. Soares fiel in ein Koma und starb einige Tage später. Die Beziehung der beiden Frauen wird in dem Roman von Carmen L. Oliveira „Flores raras e banalíssimas: A história de Lota de Macedo Soares e Elizabeth Bishop“ dargestellt und ist von dem brasilianischen Regisseur Bruno Barreto in dem Film „Die Poetin“ verfilmt worden. Zum Gedenken an ihren 107. Geburtstag veröffentlichte Google am 16. März 2017 ein Google-Doodle.